# NRSN1
NRSN1‏ (Neurensin 1) هوَ بروتين يُشَفر بواسطة جين NRSN1 في الإنسان.